# Magnus Zetterström
Hans „Magnus” Zetterström (ur. 9 grudnia 1971 w Eskilstunie) – szwedzki żużlowiec.
Magnus rozpoczął starty w lidze polskiej w wieku 28 lat. Przez osiem lat nigdy nie miał okazji rywalizować w najwyższej klasie rozgrywkowej. Jeżdżąc w niższych ligach wyróżniał się regularnymi zdobyczami punktowymi. Magnus wystąpił z Dziką Kartą w Grand Prix. W 2002 roku zdobył tytuł Indywidualnego Mistrza Europy. Także w tych zawodach rok później Magnus stanął na najniższym stopniu podium. W 2004 roku wraz z drużyną Poole Pirates zdobył mistrzostwo Elite League. W 2006 roku był najlepszym zawodnikiem brytyjskiej Premier League. W sezonie 2007 pomógł Stali Gorzów powrócić do Ekstraligi. W 2008 został Indywidualnym Mistrzem Szwecji. W tym samym roku znacznie przyczynił się do awansu do Ekstraligi Wybrzeża Gdańsk. Zdobył także tytuł mistrza Anglii z Poole Pirats. Reprezentował też szwedzki klub hokejowy Farjestad.
Po awansie do Ekstraligi przedłużył kontrakt z Lotosem Gdańsk na okres jednego roku. Jest również od 2008 roku kapitanem drużyny oraz dzięki swej postawie na torze i poza nim jednym z ulubieńców kibiców Wybrzeża. W dniu 18 września 2009 roku na torze w Coventry, wygrał Grand Prix Challenge, pokonując w biegu dodatkowym Chrisa Holdera. W roku 2012 zawodnik Startu Gniezno, w którym został kapitanem, a w latach 2013–2014 zawodnik Orła Łódź.

## Starty w Grand Prix (Indywidualnych Mistrzostwach Świata na żużlu)

### Punkty w poszczególnych zawodachGrand Prix
| Sezon 2003          |                       |                                |                      |                                |                                |                          |                        |                       |                        |                                 |         |         |         |         |         |         |         |         |         |         |         |         |         |         |         |        |        |        |        |        |        |        |        |        |        |        |        |        |        |        |        |        |        |        |        |        |        |
| GP Europy – Chorzów | GP Szwecji – Avesta   | GP Wielkiej Brytanii – Cardiff | GP Danii – Kopenhaga | GP Słowenii – Krško            | GP Skandynawii – Göteborg      | GP Czech – Praga         | GP Polski – Bydgoszcz  | GP Norwegii – Hamar   | miejsce                | miejsce                         | miejsce | miejsce | miejsce | miejsce | miejsce | miejsce | miejsce | miejsce | miejsce | miejsce | miejsce | miejsce | miejsce | miejsce | miejsce | punkty | punkty | punkty | punkty | punkty | punkty | punkty | punkty | punkty | punkty | punkty | punkty | punkty | punkty | punkty | punkty | punkty | punkty | punkty | punkty | punkty | punkty |
| –                   | 1                     | –                              | –                    | –                              | –                              | –                        | –                      | –                     | 43                     | 43                              | 43      | 43      | 43      | 43      | 43      | 43      | 43      | 43      | 43      | 43      | 43      | 43      | 43      | 43      | 43      | 1      | 1      | 1      | 1      | 1      | 1      | 1      | 1      | 1      | 1      | 1      | 1      | 1      | 1      | 1      | 1      | 1      | 1      | 1      | 1      | 1      | 1      |
| Sezon 2010          |                       |                                |                      |                                |                                |                          |                        |                       |                        |                                 |         |         |         |         |         |         |         |         |         |         |         |         |         |         |         |        |        |        |        |        |        |        |        |        |        |        |        |        |        |        |        |        |        |        |        |        |        |
| GP Europy – Leszno  | GP Szwecji – Göteborg | GP Czech – Praga               | GP Danii – Kopenhaga | GP Polski – Toruń              | GP Wielkiej Brytanii – Cardiff | GP Skandynawii – Målilla | GP Chorwacji – Gorican | GP Nordyckie – Vojens | GP Włoch – Terenzano   | GP Polski – Bydgoszcz           | miejsce | miejsce | miejsce | miejsce | miejsce | miejsce | miejsce | miejsce | miejsce | miejsce | miejsce | miejsce | miejsce | miejsce | miejsce | punkty | punkty | punkty | punkty | punkty | punkty | punkty | punkty | punkty | punkty | punkty | punkty | punkty | punkty | punkty | punkty | punkty | punkty | punkty | punkty | punkty |        |
| 4                   | 9                     | 11                             | 7                    | 6                              | 6                              | 3                        | 6                      | 8                     | 7                      | 7                               | 13      | 13      | 13      | 13      | 13      | 13      | 13      | 13      | 13      | 13      | 13      | 13      | 13      | 13      | 13      | 74     | 74     | 74     | 74     | 74     | 74     | 74     | 74     | 74     | 74     | 74     | 74     | 74     | 74     | 74     | 74     | 74     | 74     | 74     | 74     | 74     |        |
| Sezon 2011          |                       |                                |                      |                                |                                |                          |                        |                       |                        |                                 |         |         |         |         |         |         |         |         |         |         |         |         |         |         |         |        |        |        |        |        |        |        |        |        |        |        |        |        |        |        |        |        |        |        |        |        |        |
| GP Europy – Leszno  | GP Szwecji – Göteborg | GP Czech – Praga               | GP Danii – Kopenhaga | GP Wielkiej Brytanii – Cardiff | GP Włoch – Terenzano           | GP Skandynawii – Målilla | GP Polski – Toruń      | GP Nordyckie – Vojens | GP Chorwacji – Gorican | GP Polski – Gorzów Wielkopolski | miejsce | miejsce | miejsce | miejsce | miejsce | miejsce | miejsce | miejsce | miejsce | miejsce | miejsce | miejsce | miejsce | miejsce | miejsce | punkty | punkty | punkty | punkty | punkty | punkty | punkty | punkty | punkty | punkty | punkty | punkty | punkty | punkty | punkty | punkty | punkty | punkty | punkty | punkty | punkty |        |
| –                   | –                     | –                              | –                    | 9                              | 3                              | –                        | 7                      | –                     | –                      | –                               | 17      | 17      | 17      | 17      | 17      | 17      | 17      | 17      | 17      | 17      | 17      | 17      | 17      | 17      | 17      | 19     | 19     | 19     | 19     | 19     | 19     | 19     | 19     | 19     | 19     | 19     | 19     | 19     | 19     | 19     | 19     | 19     | 19     | 19     | 19     | 19     |        |

| Statystyki        | Statystyki |
| ----------------- | ---------- |
| Starty            | 15         |
| Zwycięstwa        | 0          |
| Miejsca na podium | 0          |
| Finalista         | 1          |
| Punkty            | 94         |